# Rykszarz
Rykszarz (wietn. Xích lô) – wietnamsko-francusko-hongkoński dramat filmowy z 1995 roku w reżyserii Tran Anh Hunga.
Obraz miał swoją premierę w konkursie głównym na 52. MFF w Wenecji, gdzie zdobył Złotego Lwa oraz Nagrodę FIPRESCI. W ojczystym Wietnamie został jednakże zakazany ze względu na oglądanie się na zachodnie tendencje oraz realistyczne ukazanie ulicznej biedy.

## Fabuła
Historia osieroconego 18-letniego rikszarza pracującego na tłocznych ulicach Ho Chi Minh, by zarobić na swoją marną egzystencję. Gdy jego pojazd zostaje skradziony, bohater musi zacząć współpracę z lokalnym gangiem i wkroczyć na drogę przestępstwa. W międzyczasie jego siostra zostaje prostytutką.

## Obsada
- Lê Văn Lộc – rykszarz
- Tony Leung Chiu Wai – poeta
- Trần Nữ Yên Khê – starsza siostra rykszarza
- Nguyen Nhu Quynh – Madam

## Produkcja
Zdjęcia kręcono w Ho Chi Minh. 